# 赫莫萨 (南达科他州)
赫莫萨（英語：Hermosa），是美国南达科他州下属的一座城市。根据2010年美国人口普查，该市有人口403人。论人口在本州排行第139。